# Josef de Souza Dias
Josef de Souza Dias, mais conhecido apenas como Souza (São Gonçalo, 11 de fevereiro de 1989), é um futebolista brasileiro que atua como zagueiro e volante. Atualmente está sem clube.

## Carreira

### Vasco da Gama
Foi integrado ao elenco principal do Vasco da Gama em 2008, mas disputou apenas 17 partidas antes de sofrer uma grave lesão no pé, não atuando mais em 2008 e sua falta contribuiu bastante para o rebaixamento do time. 
Em 2009, depois de passar um tempo nas categorias de base se recondicionando, voltou após um ano fora do time principal devido a lesões e impressionou, assumindo a titularidade e já em sua primeira convocação para seleção de base estreou como titular e assim permaneceu durante toda a campanha brasileira no Campeonato Mundial Sub-20 de 2009.
Sua passagem pelo Vasco da Gama entre os anos de 2008 e 2010, foram 65 jogos e marcou 2 gols.

### Porto
Em junho de 2010, foi vendido ao Porto, de Portugal por um valor de 3,5 milhões. Fez a sua estreia pelos Dragões na primeira jornada do Campeonato Português, onde logo de cara mostrou destaque. Seu primeiro gol pelo clube aconteceu com um belo chute de fora da área, num jogo da Liga Europa contra o Genk.

### Grêmio
Em fevereiro de 2012, foi cedido por empréstimo pelo Porto ao Grêmio até o fim da temporada. A apresentação do volante se deu ao final da tarde do dia 14 de fevereiro e ele recebeu a camisa 5, utilizada por três temporadas pelo ídolo do Sporting (um dos grandes rivais do Porto) Fábio Rochemback.
Sua estreia foi no dia 18 de fevereiro, na derrota do Grêmio para o São José, válida pelo 1º turno do Campeonato Gaúcho. Souza entrou no segundo tempo da partida, no lugar de Léo Gago. Teve boa atuação, se destacando na marcação forte, saída de jogo rápida e tabelas pelo lado direito. Apesar disso, não conseguiu reverter o resultado final: 2–1 para o São José.
O primeiro gol de Souza pelo clube foi contra o Novo Hamburgo, no Estádio Olímpico Monumental, em Porto Alegre, válido pelo segundo turno do Campeonato Gaúcho. Ele marcou de cabeça, tendo contribuído ativamente para a vitória de 5–0.
Em janeiro de 2013, o Grêmio, depois de uma longa novela, adquiriu 50% dos direitos de Souza junto ao Porto. Um dos destaques do clube gaúcho em 2012, inclusive considerado pelo próprio jogador como a melhor de sua carreira, o volante comemorou a permanência em Porto Alegre.

### São Paulo
No dia 29 de janeiro de 2014, o São Paulo acerta com o volante com um empréstimo até dezembro de 2014 em uma negociação que, depois de dois meses, o acerto foi concretizado. No acordo foi envolvido também a renovação do empréstimo do zagueiro Rhodolfo até o final da temporada. O negócio estava praticamente certo uma troca de passes: 50% de Rhodolfo seria repassado ao Grêmio e os 50% de Souza ao São Paulo, mas foi fechado com apenas o empréstimo com o valor fixado.
Em 7 de fevereiro, o volante foi apresentado no São Paulo recebendo a camisa de número 8, que antes pertencia a Ganso e afirmou seu desejo em defender o clube do Morumbi:
| “ | Como tive convite do São Paulo, o maior vencedor do Brasil, achei melhor vir para cá. Jogando aqui tenho uma probabilidade maior de ir para a Seleção. | ” |

Estreou pelo clube no dia 9 de fevereiro de 2014, contra a Ponte Preta, na derrota por 2–1.
Souza, apesar de ter chegado ao São Paulo para atuar com a camisa 8, trocou seu número com a chegada de Kaká, que, na sua primeira passagem pelo clube do Morumbi, vestiu tal.
Foi o destaque do jogo entre Botafogo e São Paulo no Estádio Mané Garrincha, marcando dois gols na vitória por 4–2 recebendo nota 8,5. No dia 12 de setembro, o Grêmio oficializou a troca em definitivo com o São Paulo, que recebeu também em definitivo o zagueiro Rhodolfo que estava emprestado à equipe gaúcha.

### Fenerbahçe

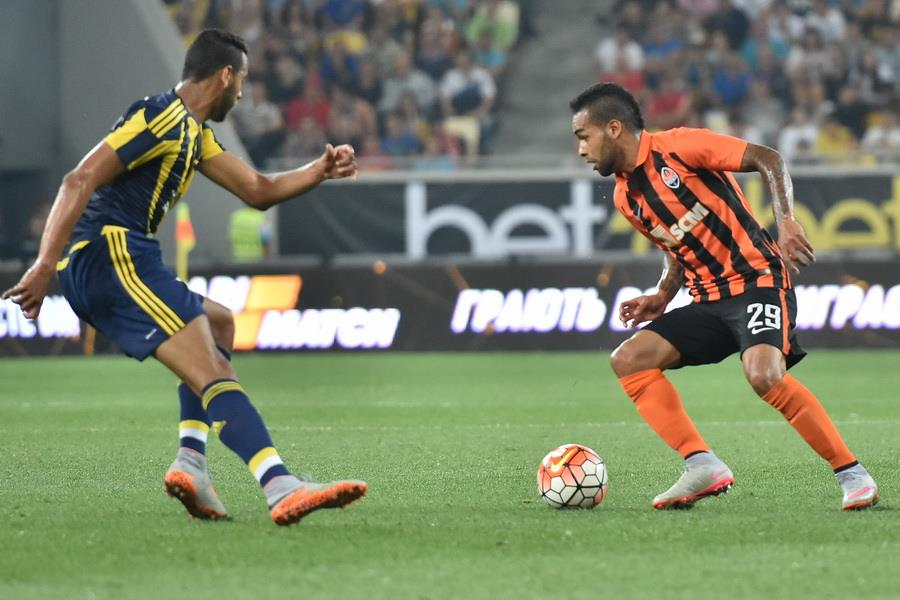
Souza e Alex Teixeira se enfrentando na Liga dos Campeões em 2015.

No dia 1 de julho de 2015 foi vendido ao Fenerbahçe, da Turquia, por oito milhões de euros (aproximadamente R$ 28 milhões). O clube do Morumbi teve direito a 35% do valor da venda, algo em torno de R$ 9,8 milhões. Souza assinou contrato com o clube turco por quatro anos.
Souza deixou o Fenerbahçe em 2019, com 16 gols em 136 jogos, onde atuou entre 2015 e 2019.

### Al-Ahli
No dia 23 de agosto de 2018, Souza acertou a sua ida para o clube árabe por 12 milhões de euros (aproximadamente R$ 56 milhões).

### Recuperação de lesão no Vasco
No dia 27 de fevereiro de 2019, Souza anunciou o seu retorno ao Vasco, clube em que foi revelado, para a recuperação de uma lesão no púbis.

### Beşiktaş
Em 14 de setembro de 2020, Souza assinou um contrato com o Beşiktaş.
Souza terminou a temporada com 2 gols e 3 assistências, ganhando o campeonato em sua primeira temporada no Beşiktaş. Foi também o primeiro campeonato da carreira de Souza. Em 27 de outubro de 2021, ele foi nomeado "Meio-campista do Ano". Ele foi nomeado capitão no início da temporada 2022-23.
Deixou o Besiktas em 2023, após o fim de seu contrato, com nove gols em 88 partidas.

### Beijing Guoan
Em 30 de março de 2023, Souza se juntou ao Beijing Guoan, clube da Superliga Chinesa, em uma transferência livre.

### İstanbul Başakşehir
Em 1 de janeiro de 2024, İstanbul Başakşehir anunciou Souza em comunicado publicado no site do clube, o contrato  foi firmado por 1,5 ano.

### Retorno ao Vasco
Em 24 de junho de 2024, a diretoria do Vasco da Gama encaminhou a contratação do atleta para que retornasse ao clube.
Fez sua estreia na partida contra o Atlético Goianiense, válido pela Copa do Brasil, na qual entrou no segundo tempo.
Ao término da temporada, o atleta disse em suas redes sociais que termina o ano frustrado, triste e decepcionado consigo mesmo, devido a ter atuado poucas vezes(cinco jogos, sendo uma titular) e projetou dar a volta por cima no próximo ano.
Em 16 de maio de 2025, a diretoria do Vasco da Gama informou que rescindiu o contrato do atleta de forma amigável. Além dele, o atleta Capasso, também teve seu contrato rescindido.
O atleta foi indicado pelo seu amigo Phillipe Coutinho, para que o mesmo pudesse retornar a equipe, juntamente com Alex Teixeira.. Sua volta a equipe cruzmaltina foi muito contestada pela torcida, tanto pela justificativa de sua contratação quanto o seu empenho dentro de campo. Com seu desempenho abaixo do esperado, o atleta chegou a treinar separado sem expectativas de que voltasse à jogar na equipe. Sua última partida com a camisa cruzmaltina foi no dia 29 de janeiro na vitória de 1 a 0 sobre o Maricá pelo Campeonato Carioca, quando ainda a equipe reserva atuava.
Ao todo nessa passagem, o atleta atuou em oito jogos.

## Seleção Brasileira
Pela Seleção Brasileira Sub-20, disputou a Copa do Mundo de 2009, no Egito, em que o Brasil foi vice após derrota na disputa por pênaltis contra Gana. Souza foi titular em toda a campanha no Mundial.
Ganhou sua primeira oportunidade na Seleção Brasileira principal no dia 2 de outubro de 2014, para dois jogos em outubro, após a lesão do volante Ramires, foi chamado pelo técnico Dunga. "Só acredito vendo (risos). Ainda estou meio surpreso com tudo isso, mas muito feliz. É o sonho de qualquer atleta chegar lá (na Seleção), e comigo não é diferente", afirmou o volante, em entrevista ao site oficial do São Paulo.

### Jogos pela Seleção
| Brasil | Brasil | Brasil |
| Ano    | Jogos  | Gols   |
| ------ | ------ | ------ |
| 2014   | 1      | 0      |
| 2015   | 2      | 0      |
| Total  | 3      | 0      |

Todos os jogos pela Seleção
| Nº | Data                  | Competição | Local            |        | Placar | Adversário | Gols |
| -- | --------------------- | ---------- | ---------------- | ------ | ------ | ---------- | ---- |
| 01 | 14 de outubro de 2014 | Amistoso   | Singapura, (SGP) | Brasil | 4 — 0  | Japão      | —    |
| 02 | 26 de março de 2015   | Amistoso   | Paris, (FRA)     | Brasil | 3 — 1  | França     | —    |
| 03 | 29 de março de 2015   | Amistoso   | Londres, (ING)   | Brasil | 1 — 0  | Chile      | —    |

Legenda:      Vitórias —      Empates —      Derrotas

## Títulos
Vasco da Gama
- Campeonato Brasileiro - Série B:  2009
- Copa da Hora: 2010

Porto
- Supertaça de Portugal: 2010, 2011
- Primeira Liga: 2010–11, 2011–12[26]
- Liga Europa: 2010–11
- Taça de Portugal: 2010–11

Beşiktaş
- Superliga Turca: 2020–21
- Copa da Turquia: 2021
- Supercopa: 2021

Seleção Brasileira
- Superclássico das Américas: 2014

### Artilharias
- Torneio Super Series: 2015 (1 gol)

### Prêmios individuais
- Craque da Rodada - Troféu Armando Nogueira para o Melhor Jogador da 4ª Rodada do Campeonato Brasileiro de 2012 - Série A - Nota 8,0[27]